# Espacio químico

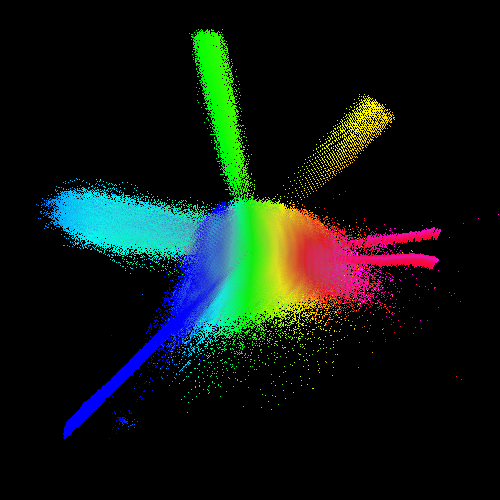
Vista del espacio químico de PubChem; una proyección de los números cuánticos moleculares (MQN) en 42 dimensiones de los compuestos en PubChem.

El espacio químico es un concepto en quimioinformática que se refiere al espacio que abarcan todas las posibles moléculas y compuestos químicos que se adhieren a un juego dado de principios de construcción y condiciones a la frontera. Contiene millones de compuestos a los que se puede acceder y que están disponibles para los investigadores. Es una biblioteca usada en el método del acoplamiento molecular.

## Espacios teóricos
Un espacio químico usualmente referido en quimioinformática es el de las moléculas farmacológicas potencialmente activas. su tamaño se estima en el orden de 1060 moléculas, aunque no hay métodos rigurosos para determinar el tamaño preciso de este espacio. Las aproximaciones utilizadas para estimar el número de moléculas potencialmente activas utilizan las reglas de Lipinski, en particular el límite de la masa molecular de 500 uma. La estimación restringe también los elementos químicos usados a carbono, hidrógeno, oxígeno, nitrógeno y azufre. Posteriormente, asume un máximo de 30 átomos para permanecer debajo de los 500 Daltons. Permite ramificaciones y un máximo de 4 anillos aromáticos, llegando a un estimado de 1063. Este número usualmente es malinterpretado en publicaciones posteriores que lo confunden con el tamaño estimado de todo el espacio químico de las moléculas orgánicas, el cual sería mucho mayor al incluir a los halógenos y otros elementos. En adición al espacio de fármacos y compuestos principales, que se definen por las reglas de Lipinski, el concepto del espacio de los fármacos conocidos (KDS, known drugs space) también ha sido introducido. El KDS puede ser usado para ayudar a predecir los límites de los espacios químicos para el desarrollo de medicamentos al comparar la estructura de las moléculas en desarrollo y síntesis con los parámetros de descripción molecular definidos por el KDS.

## Espacios empíricos
Para julio de 2009, existían 49,037,297 sustancias orgánicas e inorgánicas registradas en el Chemical Abstracts Service (CAS), indicando que se habían reporado en la literatura científica. Las bibliotecas químicas usadas para las pruebas de laboratorio con compuestos de propiedades deseadas son ejemplos de bibliotecas químicas reales de tamaño pequeño (de cientos a cientos de miles de moléculas).

## Generación
La exploración sistemática del espacio químico es posible mediante la creación in silico de bases de datos de moléculas virtuales que pueden ser visualizadas mediante la proyección de espacios de moléculas multidimensionales en menores dimensiones. La generación de espacios químicos involucra la creación de combinaciones estequiométricas de electrones y núcleos atómicos para generar todos los posibles isómeros topológicos para las restricciones de los principios de construcción. En quimioinformática, softwares llamados "Generadores de estructuras" son usados para generar un juego de todas estructuras químicas que cumplen las condiciones a la frontera. Los generadores de isómeros constitucionales, por ejemplo, pueden generar todos los posibles isómeros constitucionales de una fórmula condensada. 
En el mundo real, las reacciones químicas nos permiten movernos en el espacio químico. El mapeo entre el espacio químico y las propiedades moleculares usualmente no es único, lo que quiere decir que pueden existir diferentes moléculas con propiedades muy similares. El diseño de materiales y el descubrimiento de fármacos implican la exploración del espacio químico.